# Мьельбю, Юхан
Ю́хан Мье́льбю (швед. Johan Mjällby; род. 9 февраля 1971, Стокгольм) — шведский футболист, выступал на позициях центрального защитника и опорного полузащитника. Выступал за сборную Швеции, был её капитаном.

## Карьера
Начал карьеру футболиста в стокгольмском клубе АИК. Дебютировал 1 октября 1989 года в игре чемпионата Швеции против «Эргрюте», закончившейся со счётом 0:0. Играл в четвертьфинальных матчах Кубка обладателей кубков 1996/1997. Был вице-капитаном АИКа. В 1998 году перешёл в шотландский «Селтик». Дебютировал в шотландской Премьер-лиге 21 ноября 1998 года в матче против «Рейнджерс», соперник был разгромлен со счётом 5:1. В сентябре 2002 года получил травму, из-за неё не играл около трёх месяцев. Играл в финале Кубка УЕФА 2002/2003. Был вице-капитаном «Селтика».
В 2004 году перешёл в испанский клуб «Леванте», контракт был рассчитан на 2 года. Отыграл первые 3 тура Ла Лиги сезона 2004/2005, после чего получил травму и больше не выходил на поле. В 2006 году вернулся в АИК. Из-за травм провёл лишь один матч первого тура сезона-2006. 16 мая 2006 года объявил о завершении карьеры.
Дебютировал в национальной сборной в товарищеском матче с командой Израиля 12 марта 1997 года. В отборочном турнире чемпионата Европы 2000 сыграл во всех восьми матчах, забил победный гол в игре против Англии. На Евро-2000 провёл 3 матча, забил гол в ворота сборной Бельгии. Перед чемпионатом мира 2002 года капитан сборной Швеции Патрик Андерссон получил травму, и новым капитаном стал Мьельбю. На ЧМ-2002 провёл без замен все 4 игры, был включён ФИФА в список кандидатов в символическую сборную турнира. Был включён в заявку на Евро-2004, но не играл. Последний матч за сборную провёл 9 октября 2004 года, это был отборочный матч чемпионата мира против команды Венгрии.

## Достижения
- Чемпион Швеции 1998
- Обладатель Кубка Швеции (2 раза): 1995/96, 1996/97
- Чемпион Шотландии (3 раза): 2000/01, 2001/02, 2003/04
- Обладатель Кубка Шотландии (2 раза): 2000/01, 2003/04
- Обладатель Кубка шотландской лиги (2 раза): 1999/2000, 2000/01
- Финалист Кубка УЕФА 2002/03

## Личная жизнь
Женат, жена Дженнифер, дети Тимоти (родился в 1995 году) и Селине (родилась в 1996 году).